# Raymond Durand (pilote)
Pour les articles homonymes, voir Raymond Durand et Durand.
Raymond Durand, né le 8 juillet 1952 à Gap, est un pilote  de rallye français, vainqueur en 2009 et 2010 de la Coupe des énergies alternatives, championnat du monde réservée aux voitures à énergie renouvelable organisé par la Fédération internationale de l'automobile.

## Biographie
Raymond Durand est un passionné de longue date. Depuis ses débuts en 1976, ses engagements au rallye Monte-Carlo en 1979-80-81-82, on ne compte plus ses nombreuses participations en rallyes et courses de côte sur Alpine A110 puis BMW, et Peugeot 106 S16 en sélectionnant les épreuves hivernales, son terrain de prédilection.
En 2007, il s’est reconverti dans les épreuves historiques de régularité.
Au rallye Monte-Carlo historique, il termine, en 2008 5e au scratch et premier équipage français classé, 35e en 2009, 34e en 2010, pénalisé par des conditions atmosphériques trop clémentes et par le manque de neige. En 2011, toujours sur Opel Kadett GTE, il est 6e au classement général, 5e en 2012, 5e en 2013, 4e en 2014 et 2e en 2015.
Attiré par de nouveaux défis, pour sa première participation au rallye Monte-Carlo des véhicules à énergies alternatives en mars 2009, sur une Toyota Prius, il finit premier. 
Avec plusieurs victoires, il remporte en fin d’année la coupe du Monde FIA ENERGIES ALTERNATIVES, performance qu’il renouvelle en 2010 avec ses copilotes Jean-Jacques Marcellin, Jean-Pierre Bertrand et Jean Caro. 
En 2011, il se classe pour la 3e fois en tête de cette COUPE DU MONDE FIA en catégorie hybride, en compagnie de ses copilotes Bernard Vialar et Christian Fine sur une Toyota Auris hybride mise à sa disposition par le concessionnaire gapençais Stéphane Balagna et équipée des nouveaux pneus écologiques Yokohama BluEarth fournis par Yokohama France. 
En 2013, toujours attiré par de nouveaux défis, Raymond part à la conquête d’un nouveau titre en changeant de monture et opte pour l’Opel Ampera.
Depuis le début de la saison 2013, Raymond Durand s’est classé 7e au Rallye Monte-Carlo, 4e en  Espagne, 4e au Rallye de Mendola en Italie, 7e à Sestrières. En Bulgarie et Serbie cet été, il remporte les classements consommation. 
Il est donc actuellement 3e du Classement FIA, portant haut les couleurs de la Ville de Gap et des Hautes-Alpes.

## Palmarès Eco
- Rallye Monte Carlo des Énergies Nouvelles: 2009 et 2011
- Ecorally San Marino - Città del Vaticano: 2009
- Rally Reykjavik: 2010 et 2011
- Clean Week 2020 Trophy: 2010